# 福江港
福江港（ふくえこう）は、長崎県五島市にある港湾。港湾管理者は長崎県である。港湾法上の重要港湾に指定されている。
五島列島のうち下五島地域（五島市域）の海の表玄関となっている。国道384号の福江島内の陸上区間の終点であり、本港から奈良尾港（中通島・新上五島町）までは海上区間となる。

## 概要
五島市の中枢機能を擁する旧福江市市街地の海岸にある。旧福江藩の城下町時代から港として用いられ、福江川河口周辺部等に船溜まりが設けられていた。幕末には石田城が港域に面して築城された。1932年（昭和7年）より近代港湾としての福江港の整備が始まり、現在に至っている。
一帯はみなとオアシスに登録していて、福江港ターミナルビルを代表施設とするみなとオアシス五島福江として賑わい拠点ともなっている。

## 施設
- 福江港ターミナルビル - 五島市が指定管理者として管理している。
- 海上保安庁第七管区海上保安本部福江海上保安署
- 福江漁業協同組合
- 日本通運・五島汽船貨物センター

## 航路

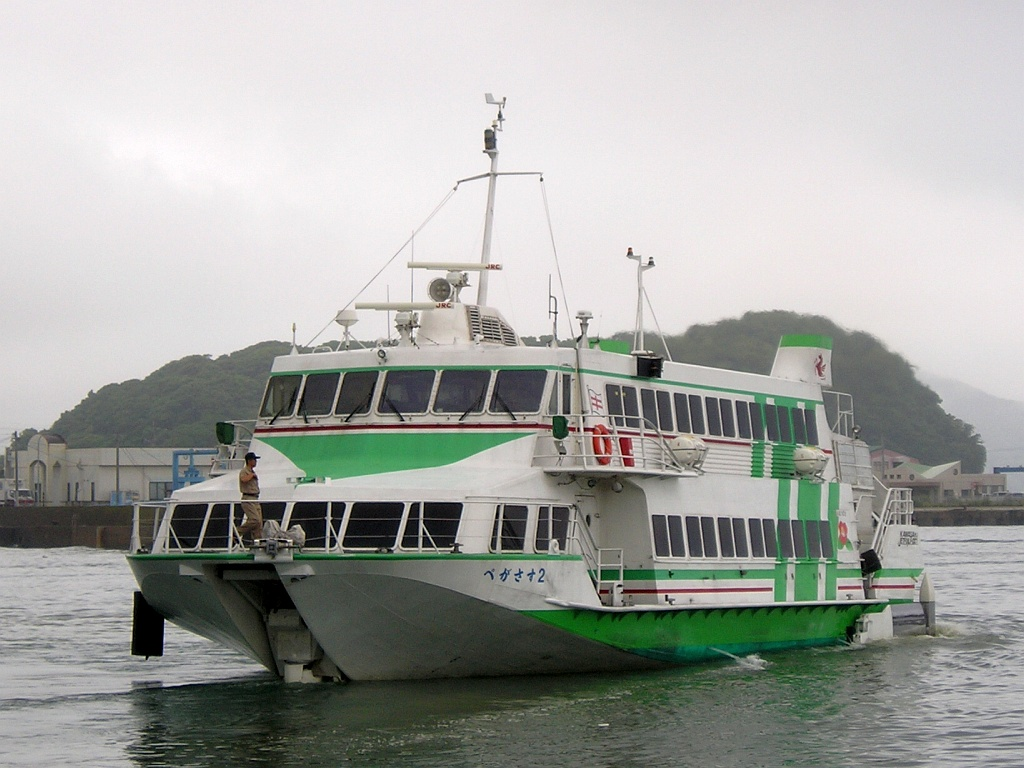
入港中の九州商船「ぺがさす2」

九州本島からは博多港及び長崎港からフェリーが、長崎港からジェットフォイルが就航している。また、五島市に属する近隣離島との間に旅客船・フェリーが就航している。
- 野母商船フェリー「太古」：博多港 - 宇久平港（宇久島・佐世保市宇久町） - 小値賀港（小値賀島・小値賀町） - 青方港（中通島・新上五島町） - 若松港（若松島・新上五島町） - 奈留港（奈留島・五島市） - 福江港
- 五島旅客船「フェリーオーシャン」：福江港 - 奈留港 - 若松港
- 五島旅客船「TAIYO」[2]：福江港 - 奈留港 - 土井浦港（若松島・新上五島町） - 郷の首港（中通島・新上五島町） - 若松港
- 九州商船フェリー「椿」・「万葉」：長崎港 - 福江港　※奈良尾港（中通島・新上五島町）、奈留港寄港便あり。
- 九州商船ジェットフォイル「ぺがさす」・「ぺがさす2」：長崎港 - 福江港　※奈良尾港寄港便あり。
- 五島産業汽船「ありかわ8号」：佐世保港 - 福江港
- 木口汽船「フェリーひさか」・「シーガル」：福江港 - 久賀島（五島市）
- 木口汽船「ソレイユ」：福江港 - 椛島（五島市）
- 黄島海運「おうしま」：福江港 - 赤島（五島市） - 黄島（五島市）

この他、五島汽船が長崎港との間に貨物航路を運航している。

## 港勢
下記のデータは2008年時点のもの。

### 船舶乗船人員
- 624千人

### 海上出入
- 貨物量
  - 総貨物量:1,447,593トン
  - 内国貿易
    - 移出：616,950トン
    - 移入：830,643トン

## 沿革
- 1951年（昭和26年）9月22日 - 重要港湾に指定される。
- 1952年（昭和27年）5月 - 長崎県が港湾管理者となる。
- 1970年（昭和45年） - フェリー着岸施設を整備（～1971年）。
- 1973年（昭和48年） - 港湾計画を新規策定。
- 2005年（平成17年）3月 - 新ターミナルビル竣工。
- 2008年（平成20年）3月19日 - みなとオアシスに認定される。

## 周辺
- 五島市立図書館
- 五島観光歴史資料館
- 石田城跡
  - 長崎県立五島高等学校
- 福江文化会館
- 長崎県警察五島警察署
- 五島自動車（五島バス）大波止ターミナル
- カンパーナホテル
- 五島バスターミナルホテル